# Trois villes saintes
Trois villes saintes est un essai de Jean-Marie Gustave Le Clézio publié le 6 mai 1980 aux éditions Gallimard.

## Éditions
- Trois villes saintes, éditions Gallimard, 1980  (ISBN 2070218112)
- « Chancah », extrait de Trois villes saintes illustré de lithographies de Tony Soulié, Les Bibliophiles de France, 2012